# Boska Wola
Boska Wola – wieś sołecka w Polsce położona w województwie mazowieckim, w powiecie białobrzeskim, w gminie Stromiec.
Wieś szlachecka Wola Boska w drugiej połowie XVI wieku należała do powiatu wareckiego ziemi czerskiej województwa mazowieckiego. W latach 1975–1998 miejscowość administracyjnie należała do województwa radomskiego.
Wierni Kościoła rzymskokatolickiego należą do parafii Matki Bożej Częstochowskiej w Bożem.